# Kahlhechte
Die Kahlhechte oder (Amerikanischen) Schlammfische (Amia), auf Englisch meist „bowfin“ genannt, sind eine Raubfischgattung aus Nordamerika. Sie zeigt noch zahlreiche Merkmale urtümlicher Knochenfische („Ganoiden“) und ist die einzige rezente Gattung sowohl der Familie der Kahlhechte oder Schlammfische (Amiidae) als auch des nächsthöheren Taxons, der Ordnung der Kahlhechtartigen oder Schlammfischartigen (Amiiformes). 

## Merkmale
Kahlhechte haben einen langgestreckten, hechtartigen Körper. Die Rückenflosse nimmt ein Drittel der Körperlänge ein und hat 42 bis 56 Flossenstrahlen und zwei dunkle Längsstreifen. Die Afterflosse ist klein, hat zehn bis zwölf Flossenstrahlen und beginnt auf Höhe der Rückenflossenmitte. Die Bauchflossen sitzen in der Körpermitte. Kahlhechte sind von kleinen Cycloidschuppen bedeckt, die noch einen Ganoinbelag, ein urtümliches Merkmal, besitzen. Ein weiteres primitives Merkmal ist eine kleine Knochenplatte (Gulare) zwischen den beiden Ästen des Unterkiefers. Das Innere der Schwimmblase ist durch eine netzartige Struktur vergrößert und ermöglicht dem Fisch, Luft zu atmen, wenn seine Wohngewässer im Sommer durch hohe Temperaturen sauerstoffarm werden. Die Farbe der Kahlhechte ist braun bis oliv mit einer dunkleren netzartigen Zeichnung auf den Flanken. Männchen haben an der oberen Schwanzflossenwurzel einen dunklen, gelb oder orange umfassten Augenfleck.

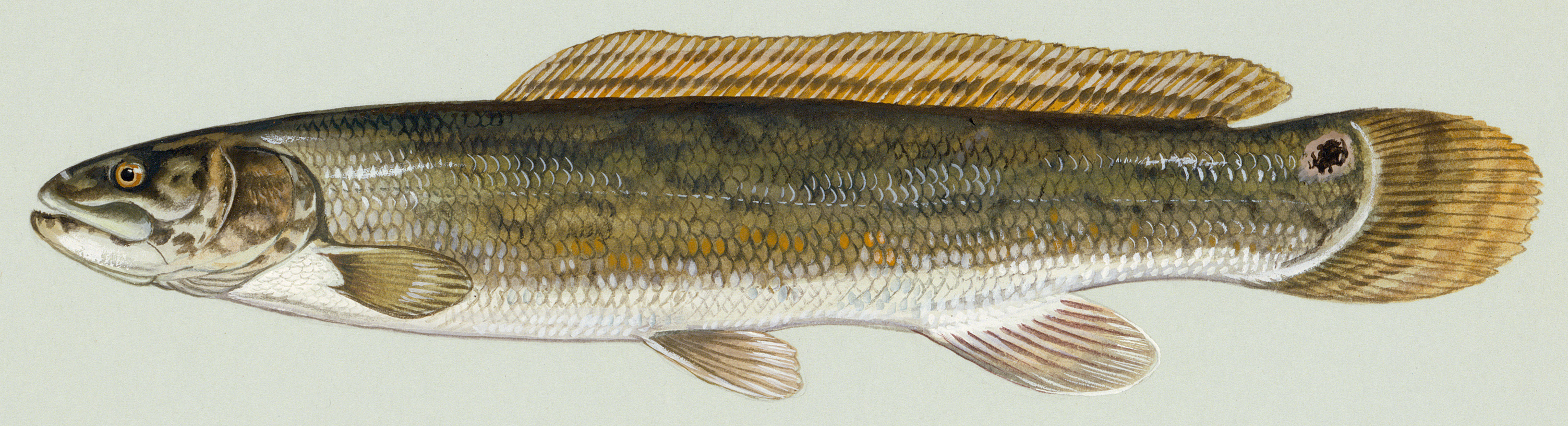
Männlicher Kahlhecht

Kahlhechte ernähren sich von kleinen Fischen, Fröschen, größeren Wasserinsekten und Krebstieren. Sie werden meist 65 bis 70 Zentimeter lang und erreichen bei einer maximalen Länge von etwa 110 Zentimeter ein Gewicht von bis zu 10 kg (Alter: bis 30 Jahre; die Männchen bleiben kleiner). Ihre normale Schwimmweise heißt amiiform, wobei die Rückenflosse undulierend Vor- (oder auch Rück)trieb erzeugt. Bei der Flucht kann Amia natürlich mit dem seitlich abgeflachten, sehr biegsamen Schwanz anguilliform nachhelfen.
- Flossenformel: Dorsale 42–56, Anale 9–12, Pectorale 16–18, Ventrale 8–10, Caudale ~30.
- Wirbel 80–90.
- Schuppenformel: SL ~70.
- Branchiostegalstrahlen: ~12.
- keine Pylorusschläuche.

## Anatomie

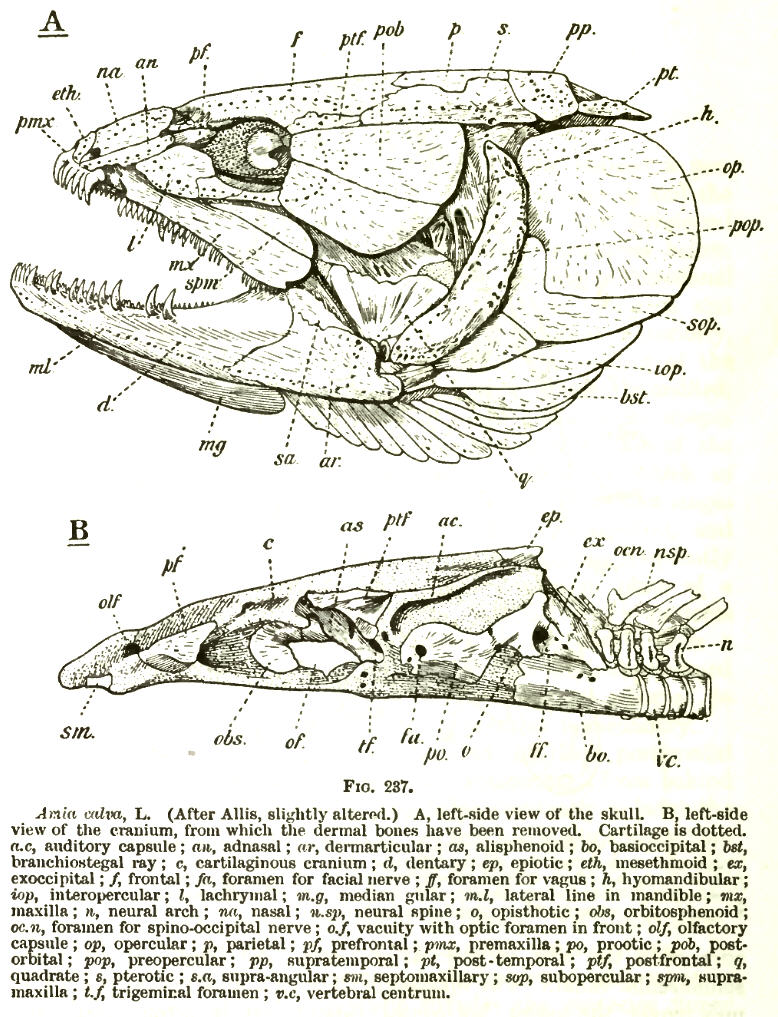
Dermato- und Neurocranium von Amia calva. Die Knochennamen entsprechen weitgehend den jetzt üblichen.

Das Verbreitungsgebiet der Kahlhechte im westlichen Nordamerika

Amia unterscheidet sich anatomisch von den Teleostei z. B. im Flossen- und Wirbelbau. In den Basen der Paarflossen gibt es noch pterygiale Elemente (wie bei Stören und besonders Polypterus). Das Schwanzskelett ist noch etwas variabel (einige Epuralia sind vorhanden). Die Wirbel, die die Chorda dorsalis schon stark einengen, sind zum Teil als „Doppelwirbel“ ausgeprägt (was zeigt, dass keine nächste Verwandtschaft zu Teleosteern besteht). Über den (zahlreichen) Rückenflossen-Pterygiophoren stehen mitunter je zwei Radien. Am Ende des Mitteldarms ist noch ein kurzer Spiraldarm vorhanden. Am Ort des Spritzloches ist ein Blindgang vorhanden, der noch den wahrscheinlich fürs Hören zuständigen, großen Neuromasten (cupuläres Sinnesorgan) enthält. Am Ort der Operkularkieme von Stören und Knochenhechten ist noch ein gut entwickeltes Gefäßnetz vorhanden – die Kieme selbst aber ist schon unmöglich wegen der Operkelhebung zur Maul-Öffnung. Vom Pharynx-Constrictor hat sich (apomorph) ein paariger Retractor-Muskel zur Wirbelsäule differenziert, der es wie bei höheren Knochenfischen gestattet, gepackte Beute rasch zu schlucken (um aus einem Schwarm womöglich gleich weitere zu machen). Wie etwa Polypterus (aber auch Notopterus, Anguilla u. a.) hat Amia Nasententakel (-röhrchen) zum Schnüffeln vor dem Maul. Amia ist der einzige Fisch, von dessen Kaumuskulatur eine eigene Portion fürs Riechen abdifferenziert ist, der Musculus nasalis.
Der Schädel besteht aus 44 (großteils paarigen) Knochen – diese Zahl ist bei Teleosteern meist deutlich geringer. Das Maxillare ist bereits vorschwenkbar im Sinne der „Verengung der Maulspalte im Mundwinkel“ zum Saugschnappen (s. Maxillarapparat). Das stark bezahnte Prämaxillare „besteht“ noch aus mehreren kleineren Knochen und der Unterkiefer aus mindestens neun Einzelknochen (bei den Teleostei bloß drei!). Fast alle Knochen der Mundhöhle sind bezahnt. Das Symplecticum reicht bis ans Kiefergelenk. Das Praeoperculare hat bereits die für Teleosteer typische sichelförmige Gestalt: es leitet die Hebung des Kiemendeckels durch einen eigenen Muskel über das Interoperculum in eine Maul-Öffnung um. Mit den Lepisosteidae teilt Amia z. B. den Verlauf der ventralen Spinalnerven (gegen den Bauch) außen von der Rumpfmuskulatur (nicht innen an der Leibeshöhle wie bei allen anderen Fischen).

## Verbreitung
Kahlhechte leben in Sümpfen, pflanzenreichen Seen und Flüssen im östlichen Nordamerika von den Großen Seen, mit Ausnahme des Oberen Sees, und dem Sankt-Lorenz-Strom über das Gebiet des Mississippi und Missouri bis nach Florida und dem Unterlauf des Rio Grande. Sie fehlen in den nördlichen Neuengland-Staaten und in den nördlichen Appalachen. Der Mensch hat sie lokal etwas nach Westen verbreitet.

## Fortpflanzung
Die Laichzeit fällt in die Monate Mai–Juni. Die Männchen bauen dann Nester auf dem Gewässergrund, zu denen sie die verschiedensten Pflanzenteile zusammentragen. Der Nestbau und das Laichen geschehen nachts. Das Männchen bewacht die ca. 20.000 bis 70.000 Eier und später auch die ausgeschlüpften Jungfische, bis sie eine Länge von etwa einem Zentimeter erreicht haben. Die Larven schlüpfen nach 8–10 Tagen. Mit ihrem Haftorgan am Maul heften sie sich zunächst an Wasserpflanzen fest; später sammeln sie sich im „Schatten“ unter dem Bauch des Vaters, der sie „führt“ (Brutpflege). Diesem Verhalten verdanken wohl die Jungfische ihr Überleben mit Sonnenbarschen u. a. Räubern im selben Biotop.

## Systematik

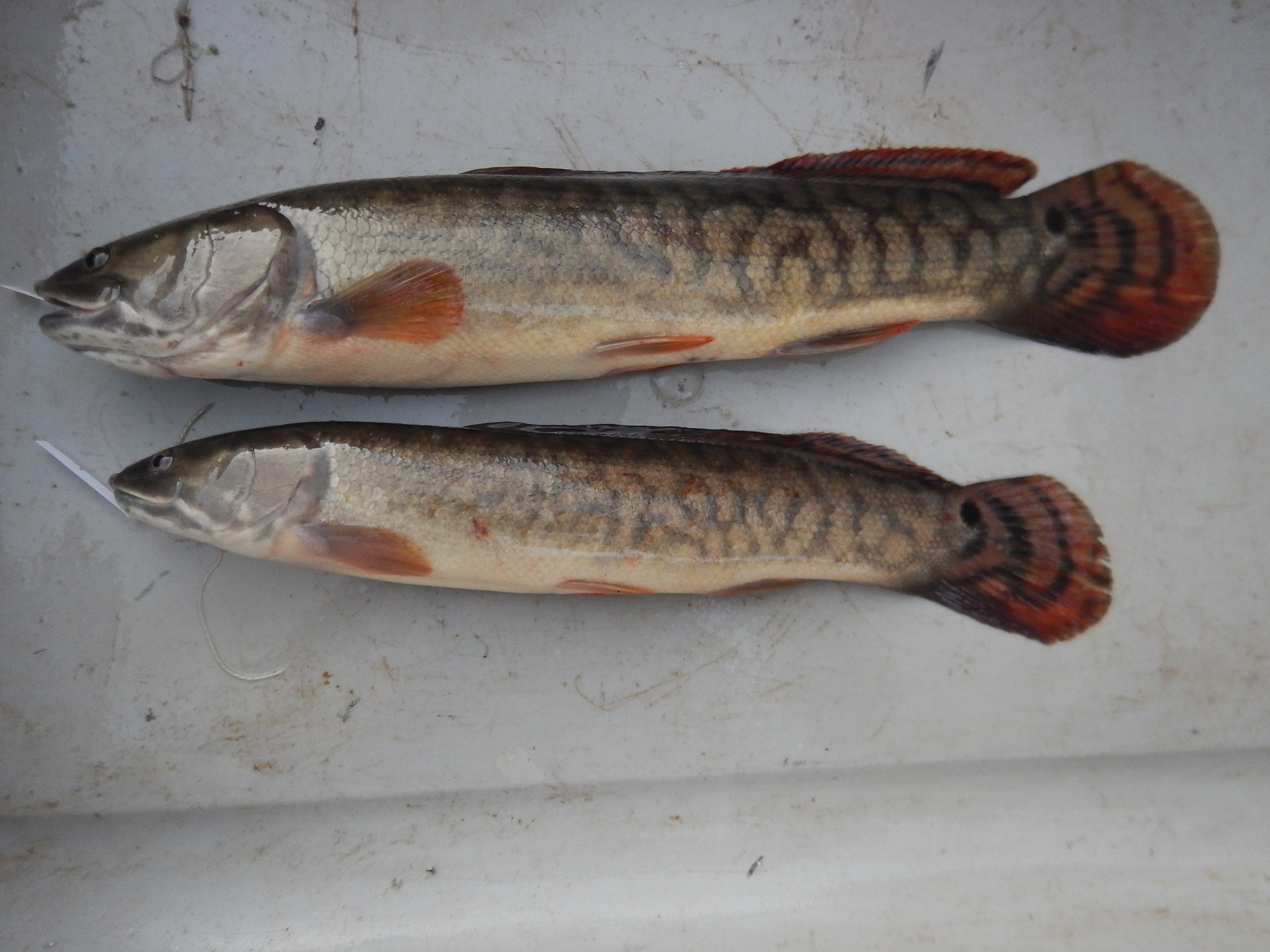
Amia ocellicauda

Die wissenschaftlichen Bezeichnungen der Gattung Amia und der Art Amia calva wurden schon 1766 durch den schwedischen Naturforscher Carl von Linné eingeführt. Amia kommt aus dem Griechischen; Αμία ist ein undefinierter Fischname mehrerer antiker Autoren. Zwischen 1836 und 1870 wurden 12 weitere rezente Amia-Arten beschrieben, die Ende des 19ten Jahrhunderts jedoch alle mit Amia calva synonymisiert wurden, ohne dass die morphologischen Variationen zwischen den Taxa näher untersucht worden sind. 2022 stellte man anhand genetischer Daten und geringer morphologischer Unterschiede jedoch fest, dass es zwei Kahlhechtpopulationen gibt, die sich während des Übergangs vom Pliozän zum Pleistozän vor etwa 2,6 Millionen Jahren evolutionsbiologisch voneinander getrennt haben. Somit wird die Gattung heute in zwei rezente (und einige ausgestorbene) Arten unterteilt.
- Amia calva Linnaeus, 1766, Typusort Charleston (South Carolina)

Verbreitung: südliche USA vom Pearl River im Bundesstaat Mississippi im Westen bis Florida im Südosten und Virginia im Norden.
Merkmale: Grundfärbung rötlich-braun. Männchen zeigen während der Laichzeit eine leichte Grünfärbung auf den Flossen. Augenfleck auf dem oberen Abschnitt des Schwanzstiels oft nur wenig entwickelt. 16 oder 17 Zähne auf der linken Seite der äußeren Zahnreihe im Unterkiefer.
- Amia ocellicauda Richardson, 1836,[3] Typusort Huronsee

Verbreitung: Colorado River, Flüsse des östlichen Texas, Stromgebiet des Mississippi und des Missouri, Einzugsbereich der Großen Seen, unterer Sankt-Lorenz-Strom, Lake Champlain, Connecticut River.
Merkmale: Männchen zeigen während der Laichzeit eine dunkelgrüne bis smaragdgrüne Flossenfärbung. Augenfleck auf dem oberen Abschnitt des Schwanzstiels bei Männchen sehr deutlich ausgeprägt. 15 Zähne auf der linken Seite der äußeren Zahnreihe im Unterkiefer.

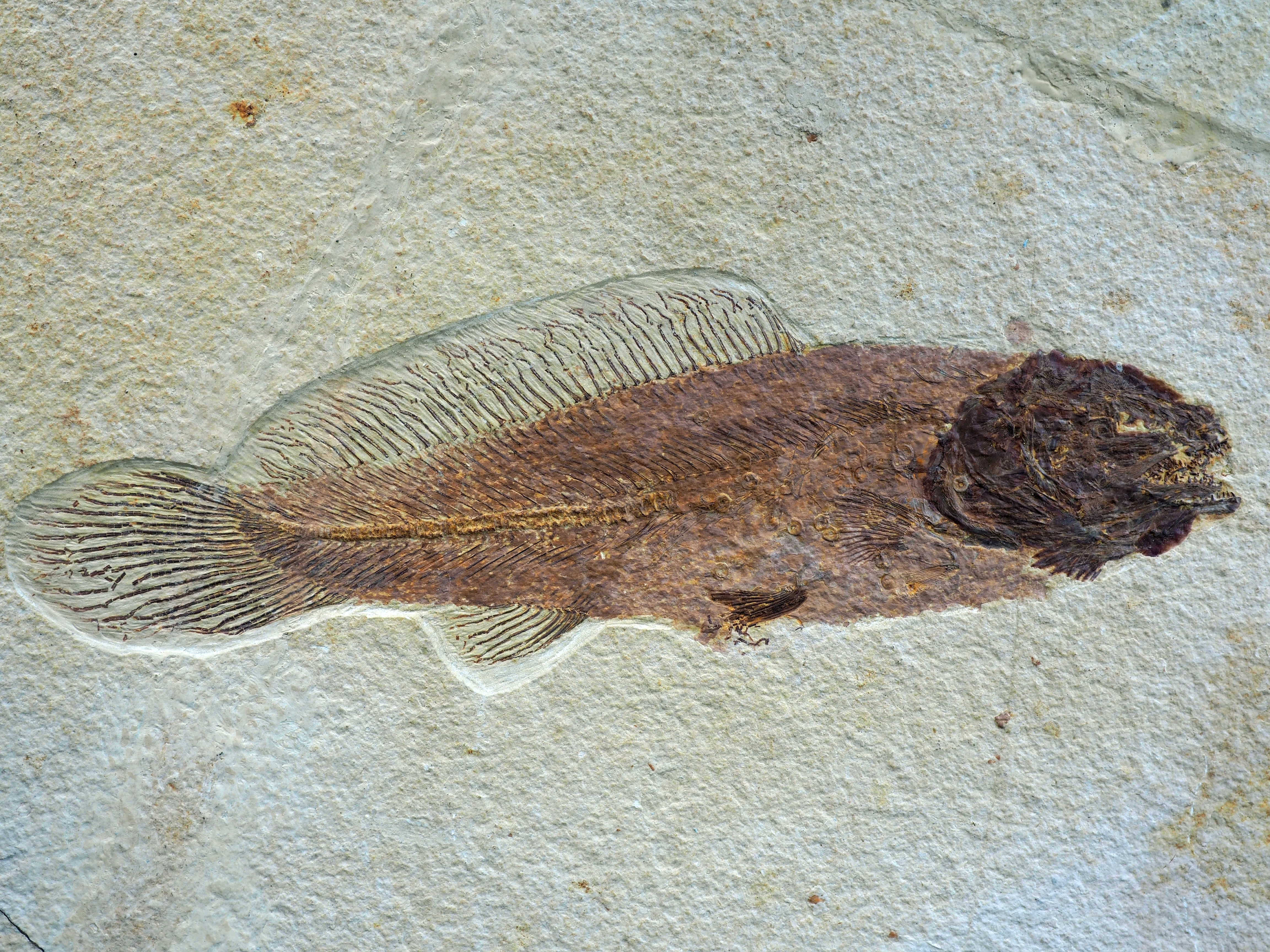
Amia pattersoni aus dem Eozän der Green-River-Formation, Wyoming.

Amia ist die einzige rezente Gattung sowohl der Familie der Kahlhechte oder Schlammfische (Amiidae) als auch der Ordnung der Kahlhechtartigen oder Schlammfischartigen (Amiiformes). Die Amiiformes bilden zusammen mit den Halecomorphi, ihren engen fossilen Verwandten, und den Knochenhechtartigen (Lepisosteiformes) und deren engeren fossilen Verwandten, den Ginglymodi, die Gruppe der Knochenganoiden (Holostei).

## Stammesgeschichte

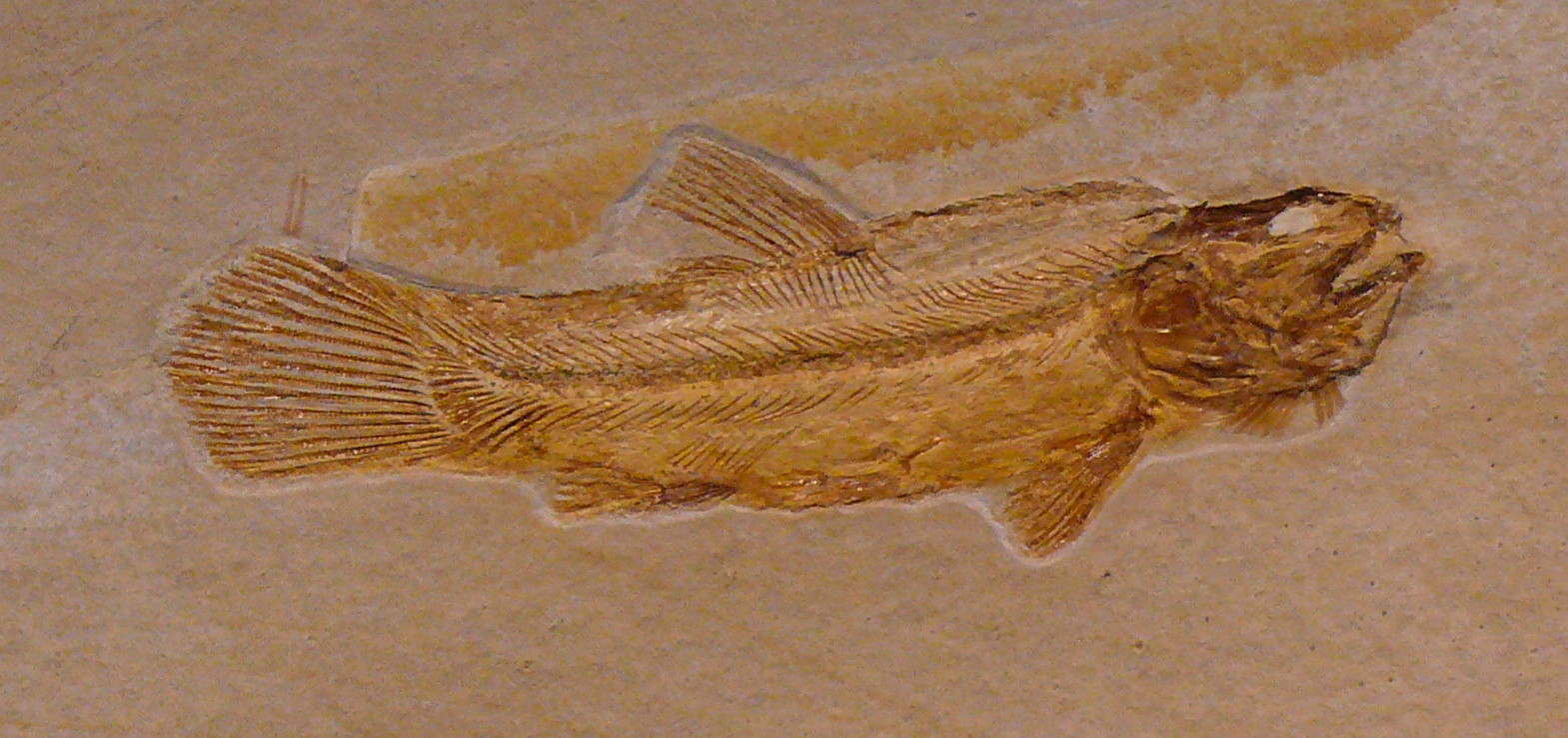
Amiopsis lepidota im Museum für Naturkunde Berlin

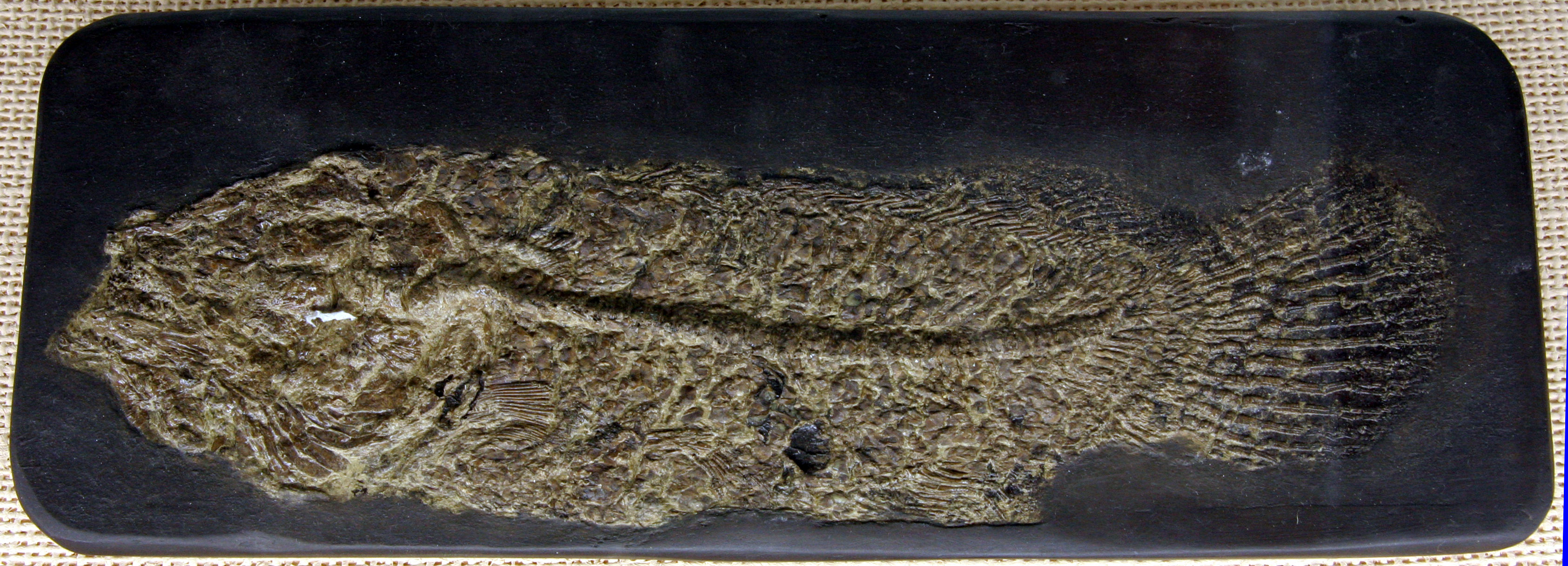
Cyclurus kehreri aus der Grube Messel bei Darmstadt

Die Amiiformes erlebten ihre Blüte, zusammen mit anderen ursprünglichen Knochenfischen wie den Semionotiformes und den Lepisosteiformes, im Mesozoikum und stellten einen großen Teil der Fischfauna. Während der mittleren Kreide wurden sie weitgehend von den Echten Knochenfischen (Teleostei) verdrängt.
Drei Familien der Amiiformes sind ausgestorben.
- Caturidae † (Caturus, Eoeugnathus, Eugnathus, Furo, Heterolepidotus, Macrepistius, Strobilodus)
- Liodesmidae † (Liodesmus)
- Sinamiidae † (Sinamia)

Die Amiidae sind mit den Kahlhechten die einzige überlebende Familie und lebten mit Amiopsis und Amia schon in der Oberkreide. Amia kehreri (jetzt Cyclurus kehreri) lebte auch in Europa: Funde aus dem Eozän gibt es z. B. in der Grube Messel in Hessen.

## Fischerei
Als Speisefisch haben Kahlhechte keinen guten Ruf. Das Fleisch gilt als weich, strukturlos und fade im Geschmack. Vor allem geräuchert finden die Fische jedoch ihre Anhänger und sind regional bedeutsam für die Ernährung. Breitere Zustimmung erlangt der als „Kaviar“ zubereitete Rogen. Als „guten Kämpfer“ beurteilen sie US-Sportfischer.

## Anmerkung
1. ↑  Laut einer anderen Angabe handelt es sich aber um kurze Barteln, die neben den (vorderen?) Narinen stehen.